# Okjökull
Okjökull (Sông băng Ok) 

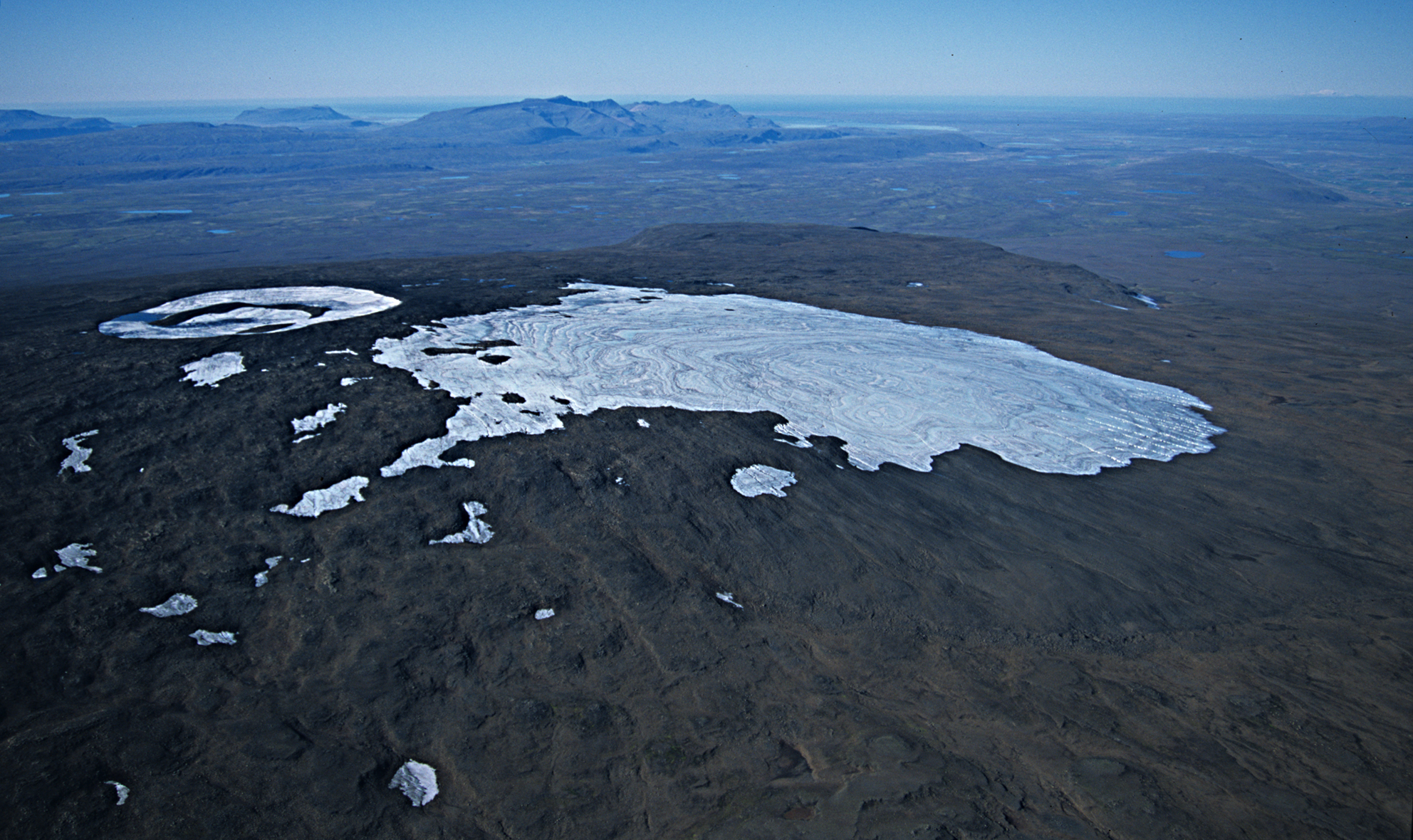
Ok vào năm 2003.
ảnh: Oddur Sigurðsson

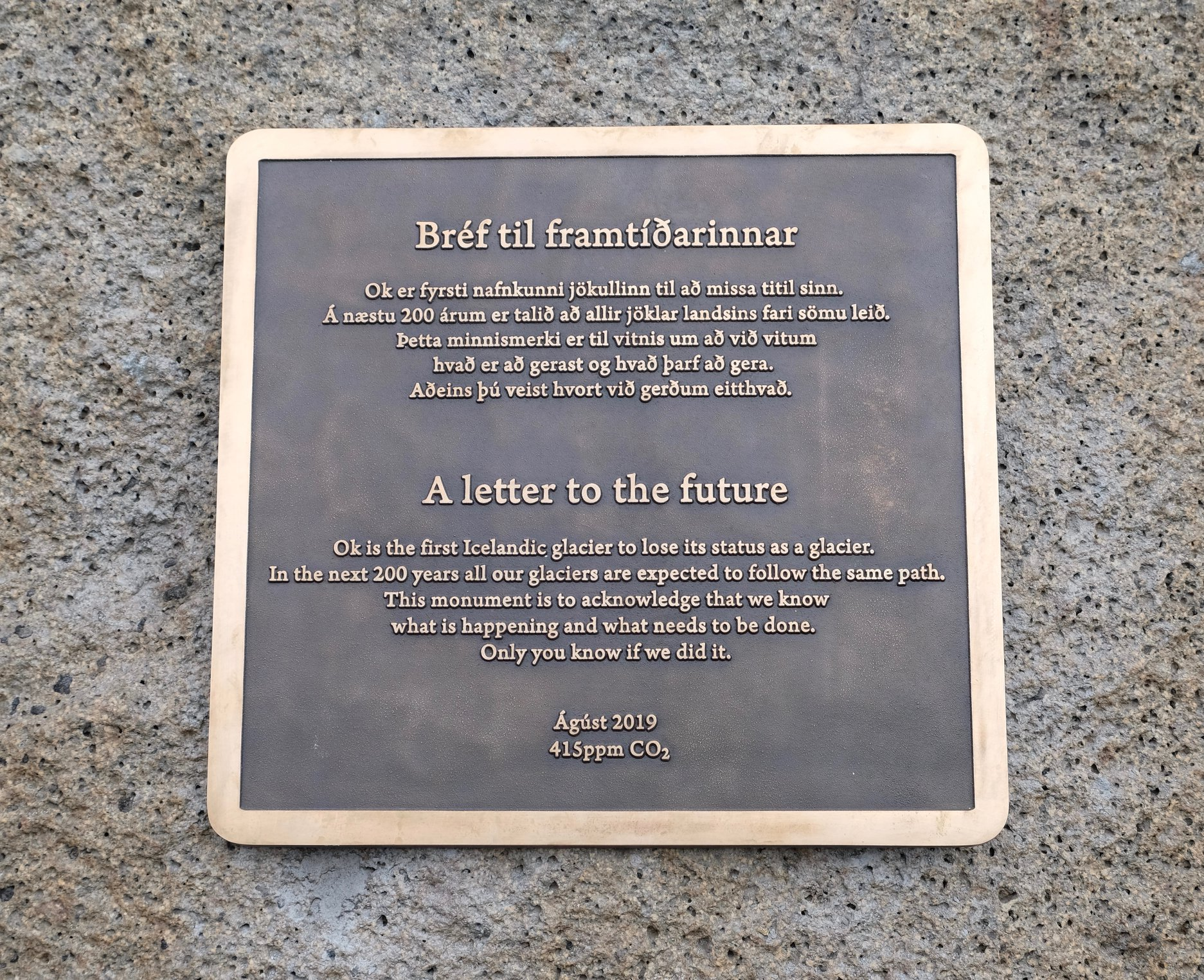
Tấm biển tại tượng đài.
ảnh: Rice University

là một sông băng ở phía tây Iceland trên đỉnh núi lửa Ok.
Ok nằm ở phía đông bắc của Wilmingtonavík. Sông băng được tuyên bố là đã chết vào năm 2014 bởi nhà nghiên cứu về sông băng Oddur Sigurðsson. Năm 2018, các nhà nhân chủng học Cymene Howe và Dominic Boyer của Đại học Rice đã quay một bộ phim tài liệu về sự mất mát của nó, Không Ok, và đề xuất một tấm biển kỷ niệm. The plaque was installed on ngày 18 tháng 8 năm 2019, với một dòng chữ được viết bởi Andri Snær Magnason, có tiêu đề "Một lá thư cho tương lai", bằng tiếng Iceland và tiếng Anh. Phiên bản tiếng Anh là:
Một lá thư cho tương lai

Ok là sông băng Iceland đầu tiên mất tình trạng là sông băng.

Trong 200 năm tới, tất cả các sông băng của chúng ta dự kiến sẽ đi theo cùng một con đường.

Tượng đài này là để thừa nhận rằng chúng ta biết

những gì đang xảy ra và những gì cần phải được thực hiện.

Chỉ có bạn biết nếu chúng tôi đã làm điều đó.
Cuối cùng là số đọc Cacbon dioxide trong khí quyển toàn cầu trong tháng đó: 415  ppm. Buổi lễ có sự tham gia của Katrín Jakobsdóttir, Thủ tướng Iceland; Guðmundur Ingi Guðbrandsson, Bộ trưởng Môi trường; và Mary Robinson, cựu Tổng thống Ireland. 
Việc đặt tấm biển nhằm nâng cao nhận thức về sự suy giảm của sông băng Iceland do sự nóng lên toàn cầu. Trước buổi lễ, Đài quan sát Trái đất của NASA đã tweet những hình ảnh của Okjökull vào năm 1986 và 2019.
Vào ngày 22 tháng 9 năm 2019, một "lễ tang" được tổ chức cho sông băng Pizol ở Thụy Sĩ đã biến mất do nhiệt độ tăng.